# Incident de détention de la famille Muamar
L'incident de détention de la famille Muamar s'est déroulé tôt le matin du 24 juin 2006 et constitue la première capture de Palestiniens à Gaza par l'armée israélienne depuis le retrait israélien de Gaza un an plus tôt, quand les soldats israéliens ont fait un raid sur la maison de la famille Muamar dans un village près de Rafah, vers 03h30 (00h30 GMT) et ont détenu Osama et Mustafa Muamar Selon Noam Chomsky et Jonathan Cook, cet incident constituerait le premier pas dans ce qui est devenu l'Opération Pluies d'été et le conflit israélo-libanais de 2006. D'autres font remarquer que cet incident faisait lui-même suite à des tirs de roquettes sur Israël[réf. nécessaire].
Selon la BBC, la famille Muamar habite au village d'Umm al-Nasser, tandis que pour le Jews for Justice for Palestinians elle habite à Al Shouka.
Ali Muamar, le père des deux hommes détenus, Osama Muamar and Mustafa Muamar, dit que « Ils [les soldats israéliens] m'a bandé les yeux, m'a menotté et ils ont commencé de me battre avec les bouts de leurs fusils et avec des coups de pied. » Il prétend qu'un ordinateur a été pris par les soldats israéliens et que l'incident s'est terminé au boût d'une heure. Ali Muamar a été hospitalisé à la suite de blessures.
Un porte-parole israélien a confirmé les détentions, déclarant que « Ces palestiniens ont été transférés en Israël où ils seront interrogés » et a prétendu que les deux étaient membres du Hamas, qui a gagné les élections législatives palestiniennes de 2006. Selon Al Jazeera et la BBC, Ali Muamar participe activement dans le Hamas, mais ses fils n'ont pas de liens avec ce parti,. Osama Muamar est médecin et Mustafa Muamar étudie la loi islamique.
Cet incident a été suivi par la détention de Gilad Shalit le 25 juin 2006, puis par l'Opération Pluie d'été et le conflit israélo-libanais de 2006. Selon Mohammed Abdel Al, un porte-parole des Comité de résistance populaire, celle-ci était planifiée depuis deux mois.